# Philippe De Lacy
Philippe De Lacy (Nancy, 25 luglio 1917 – Carmel, 29 luglio 1995) è stato un attore statunitense, uno dei principali attori bambini del cinema muto americano, attivo tra il 1920 e il 1930.

## Biografia
Quando nacque in Francia nel luglio 1917, era già orfano del padre, morto nei combattimenti della prima guerra mondiale. Due giorni dopo la nascita un bombardamento gli tolse anche la madre e i fratelli, lasciandolo come unico superstite della famiglia. Adottato da Edith De Lacy, l'infermiera americana che lo aveva raccolto tra le macerie, crebbe a Los Angeles, in California, dove il suo aspetto e la sua naturalezza di fronte all'obiettivo lo introdussero prestissimo come richiesto modello nel mercato pubblicitario e all'attenzione del pubblico.

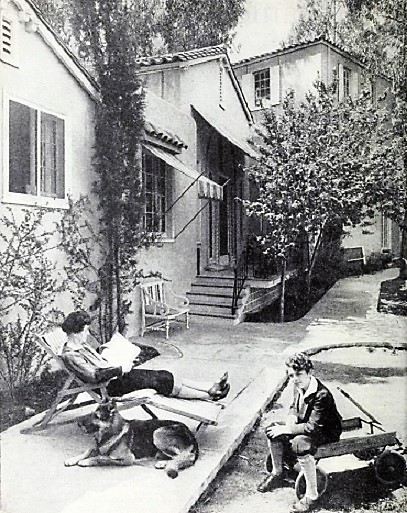
Philippe con la madre adottiva Edith De Lacy nella loro villa di Hollywood

A soli tre anni, l'attrice Geraldine Farrar lo volle con sé in una scena del film The Riddle: Woman (1920). Fu l'inizio di una carriera intensa e di grande successo. Mentre la maggior parte degli attori bambini del tempo erano relegati a parti secondarie o a brevi cortometraggi, a Philippe furono assegnate parti di rilievo in importanti produzioni con i migliori interpreti del tempo. Già nel 1923 fu il fratellino di Mary Pickford in Rosita e nel 1924 interpretò Michael nella prima versione cinematografica di Peter Pan in un cast approvato dallo stesso J.M. Barrie. Lavorò con alcuni tra i più noti registi del tempo, da Ernst Lubitsch a Herbert Brenon, John Ford, Victor Fleming e Friedrich Wilhelm Murnau. I più grandi attori lo vollero ogniqualvolta in un film si dovesse interpretare la parte del loro personaggio da bambino: Neil Hamilton in Gli eroi del deserto (1926), John Barrymore in Don Giovanni e Lucrezia Borgia (1926) e General Crack (1929), John Gilbert in Flesh and the Devil (1926), Emil Jannings in Nel gorgo del peccato (1927), Barry Norton ne I quattro diavoli (1929), e soprattutto Ramón Novarro ne Il principe studente (1927) per la regia di Ernst Lubitsch, in quella che forse rimane l'interpretazione più intensa e memorabile di De Lacy. Dopo Geraldine Farrar, altre grandi attrici se lo contesero come proprio "figlio", Belle Bennett in La canzone della mamma (1928), Ruth Chatterton in Sarah and Son (1930), e soprattutto Greta Garbo in Anna Karenina (1927), una celebrata versione cinematografica dell'omonimo romanzo.
Il passaggio dall'infanzia all'età adulta coincise per De Lacy con quello dal muto al sonoro. Il tentativo di riprendere la carriera dal palcoscenico non ebbe successo. Rimase però legato al mondo del cinema. Nel 1936 si unì allo staff di Louis de Rochemont nella produzione della fortunata serie di cinegiornali The March of Time.  Durante la seconda guerra mondiale lavorò a due documentari di propaganda, come direttore del montaggio per We Are the Marines (1942) e come cineoperatore per The Fighting Lady (1944), che vinse nel 1945 il premio Oscar quale miglior documentario. Negli anni cinquanta diresse alcuni programmi televisivi (tra cui un episodio del  Buster Keaton Show, 1950) e divenne direttore di una locale stazione televisiva di Hollywood.
La direzione del documentario Cinerama Holiday (1955) fu il suo ultimo impegno per il cinema. Lo stesso anno collaborò ad un'agenzia pubblicitaria, per cui lavorò fino al pensionamento.
Morì nel 1995, all'età di 78 anni, in conseguenza di un tumore all'intestino. Fu cremato e le sue ceneri disperse in mare.

## Riconoscimenti
- Young Hollywood Hall of Fame (1920's)

## Filmografia

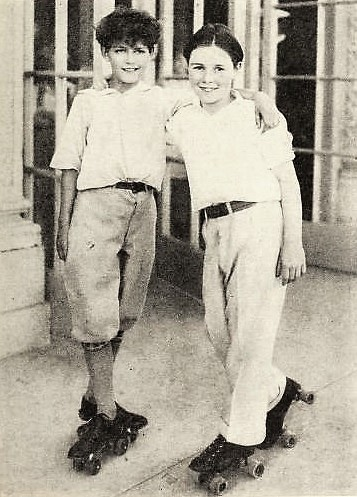
Philippe De Lacy (a sinistra) con Junior Coghlan, altro famoso attore bambino del tempo

- The Riddle: Woman, regia di Edward José (1920)
- Without Benefit of Clergy, regia di James Young (1921)
- Casa di bambola (A Doll's House), regia di Charles Bryant (1922)
- Is Matrimony a Failure?, regia di James Cruze (1922)
- Wasted Lives, regia di Clarence Geldart (1923)
- Christmas, regia di Malcolm St. Clair (1923)
- Divorce, regia di Chester Bennett (1923)
- Rosita, regia di Ernst Lubitsch (1923)
- The Wheel of Fortune, regia di Leslie T. Peacocke (1923)
- The Shooting of Dan McGrew, regia di Clarence Badger
- Peter Pan, regia di Herbert Brenon (1924)
- My Neighbor's Wife, regia di Clarence Geldart (1925)
- The Happy Warrior, regia di J. Stuart Blackton (1925)
- A Lover's Oath, regia di Ferdinand P. Earle (1925)
- Don Giovanni e Lucrezia Borgia (Don Juan), regia di Alan Crosland (1926)
- Gli eroi del deserto (Beau Geste), regia di Herbert Brenon (1926)
- The Blue Boy, regia di Arthur Maude (1926)
- Faithful Wives, regia di Norbert A. Myles (1926)
- La carne e il diavolo (Flesh and the Devil), regia di Clarence Brown (1926)
- Is Zat So?, regia di Alfred E. Green (1927)
- Nel gorgo del peccato (The Way of All Flesh), regia di Victor Fleming (1927)
- The Magic Garden, regia di James Leo Meehan (1927)
- The Elegy, regia di Andrew L. Stone (1927)
- Il principe studente (The Student Prince in Old Heidelberg), regia di Ernst Lubitsch (1927)
- The Tigress, regia di George B. Seitz (1927)
- Anna Karenina (Love), regia di Edmund Goulding (1927)
- The Broken Mask, regia di James P. Hogan (1928)
- La canzone della mamma (Mother Machree), regia di John Ford (1928)
- I quattro diavoli (4 Devils), regia di Friedrich Wilhelm Murnau (1928)
- Napoleon's Barber, regia di John Ford (1928)
- The Redeeming Sin, regia di Howard Bretherton (1929)
- The Royal Rider, regia di Harry Joe Brown (1929)
- Square Shoulders, regia di E. Mason Hopper (1929)
- The Four Feathers, regia di Merian C. Cooper, Lothar Mendes e Ernest B. Schoedsack (1929)
- Il generale Crack (General Crack), regia di Alan Crosland (1929)
- The Marriage Playground, regia di Lothar Mendes (1929)
- Sarah and Son, regia di Dorothy Arzner (1930)
- Notte romantica (One Romantic Night), regia di Paul L. Stein (1930)
- The Sins of the Children, regia di Sam Wood (1930)

## Teatro
- Growing Pains (Ambassador Theatre, Broadway, 1933) - 29 rappresentazioni
- Strangers at Home (Longacre Theatre, Broadway, 1934) - 11 rappresentazioni